# Haik (prenda)

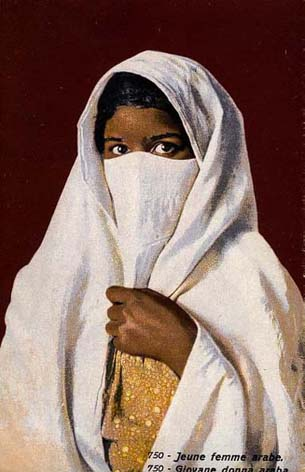
Haik árabe, postal de 1910

El Haik o jaique era una prenda femenina tradicional del Magreb, consistente en una larga pieza de tela fina de algodón, seda o lana, que medía unos 5 metros de largo por 1,6 metros de ancho. La prenda se ponía siempre sobre la ropa al salir de la casa, se enrollaba de tal manera que cubría el cuerpo por completo de la cabeza a los tobillos, dejando únicamente a la vista la frente y los ojos, pues el resto de la cara y el cuello se ocultaban con el litam, pañuelo que colgaba hasta el pecho. El haik se mantenía cerrado con una mano. El haik podía ser de color liso, normalmente blanco, o bien a veces estampado.

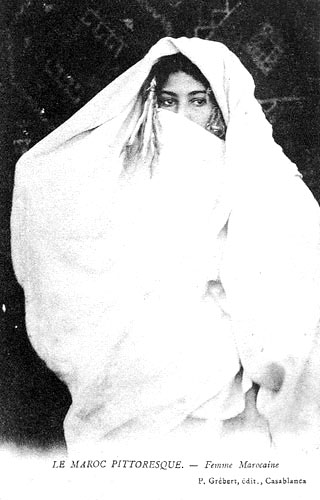
Mujer marroquí con haik, hacia 1900

La prenda se remonta a la época árabe desde la conquista musulmana incluía también el litam para cubrir la cara excepto los ojos, siendo reemplazados desde finales del siglo XX por el moderno hiyab.